# Peter Reed
Peter Reed (Seattle, 27 luglio 1981) è un canottiere britannico, vincitore della medaglia d'oro nel 4 senza a Pechino 2008 e a Londra 2012.

## Palmarès
- Giochi olimpici

Pechino 2008: oro nel 4 senza.
Londra 2012: oro nel 4 senza.
Rio de Janeiro 2016: oro nell'8.
- Mondiali

Kaizu 2005: oro nel 4 senza.
Eton 2006: oro nel 4 senza.
Poznań 2009: argento nel 4 senza.
Lago Karapiro 2010: argento nel 4 senza.
Bled 2011: argento nel 4 senza.
Chungju 2013: oro nell'8.
Amsterdam 2014: oro nell'8.
Aiguebelette-le-Lac 2015: oro nell'8.
- Europei

Belgrado 2014: bronzo nell'8.
Poznan 2015: argento nell'8.